# Катастрофа Boeing 737 под Аурангабадом
Катастрофа Boeing 737 под Аурангабадом — крупная авиационная катастрофа, произошедшая 26 апреля 1993 года. Авиалайнер Boeing 737-2A8 авиакомпании Indian Airlines выполнял плановый внутренний рейс IC 491 по маршруту Дели—Джайпур—Удайпур—Аурангабад—Бомбей, но через несколько секунд после вылета из Аурангабада столкнулся с грузовиком, ехавшим по дороге рядом со взлётной полосой аэропорта Аурангабада, рухнул на землю, и полностью разрушился. Из находившихся на его борту 118 человек (112 пассажиров и 6 членов экипажа) погибли 55.

## Сведения о рейсе 491

### Самолёт
Boeing 737-2A8 (регистрационный номер VT-ECQ, заводской 20961, серийный 375) был выпущен в 1974 году (первый полёт совершил 18 сентября). 26 сентября того же года был передан авиакомпании Indian Airlines. Оснащён двумя турбореактивными двигателями Pratt & Whitney JT8D-17A. На день катастрофы совершил 50 554 цикла «взлёт-посадка» и налетал 43 887 часов.

### Экипаж и пассажиры
Состав экипажа рейса IC 491 был таким:
- Командир воздушного судна (КВС) — 38-летний С.Н. Сингх (англ. S.N. Singh). Опытный пилот, в должности командира Boeing 737 — с 16 января 1992 года (до этого (с 17 апреля 1986 года) управлял им в качестве второго пилота). Налетал 4963 часа, 1720 из них на Boeing 737 (140 из них в качестве КВС; по данным на 31 марта 1993 года)[5].
- Второй пилот — 30-летняя Маниша Моан (англ. Manisha Mohan). Малоопытный пилот, в должности второго пилота Boeing 737 — с 6 октября 1989 года. Налетала 1172 часа, 921 из них на Boeing 737 (по данным на 31 марта 1993 года)[6].

В салоне самолёта работали четверо бортпроводников:
- Ним (англ. Nim), 33 года — старший бортпроводник. В Indian Airlines с 23 августа 1980 года.
- Анита Дабас (англ. Anita Dabas), 27 лет. В Indian Airlines с 9 февраля 1987 года.
- Л. Раман Йадав (англ. L. Raman Yadav), 31 год. В Indian Airlines с 20 мая 1985 года.
- Вивек (англ. Vivek), 30 лет. В Indian Airlines с 7 октября 1982 года.

| Гражданство    | Пассажиры | Экипаж | Всего |
| -------------- | --------- | ------ | ----- |
| Индия          | 108       | 6      | 114   |
| Австралия      | 1         | 0      | 1     |
| Великобритания | 1         | 0      | 1     |
| Германия       | 1         | 0      | 1     |
| Япония         | 1         | 0      | 1     |
| Всего          | 112       | 6      | 118   |

Всего на борту самолёта находились 118 человек — 6 членов экипажа и 112 пассажиров.

## Хронология событий
Boeing 737-2A8 борт VT-ECQ выполнял рейс IC 491 летел из Дели в Бомбей с промежуточными посадками в Джайпуре, Удайпуре и Аурангабаде. Рейс 491 приземлился в Аурангабаде примерно в 12:30 IST, на его борту находились 85 человек — 6 членов экипажа и 79 пассажиров (первые три отрезка маршрута Дели—Джайпур, Джайпур—Удайпур и Удайпур—Аурангабад прошли без происшествий). В аэропорту Аурангабада лайнер был дозаправлен авиатопливом для перелёта в пункт назначения (Бомбей), также с самолёта сошли 18 пассажиров и поднялся на борт ещё 51 пассажир.
В 13:00 авиадиспетчер передал пилотам рейса 491 следовать к ВПП № 27, но затем поменял решение и сообщил пилотам, что они будут выполнять взлёт в ВПП № 09. В 13:06 IST лайнер оторвался от взлётной полосы и уже через несколько секунд после отрыва от ВПП левой стойкой шасси и реверсом тяги двигателя № 1 (левого) врезался в грузовик с тюками хлопка, который ехал по дороге, находившейся перпендикулярно взлётной полосе № 09; грузовик в момент столкновения находился в 125 метрах от торца ВПП. После этого лайнер продолжил полёт, но после столкновения с грузовиком у него были повреждены левая стойка шасси и двигатель № 1, что привело к его отказу; сам грузовик после столкновения не пострадал, но его груз (тюки хлопка) был разбросан по полю.
Рейс IC 491 продолжил полёт, но после отказа двигателя № 1 его стало разворачивать влево, затем он на высоте 11 метров врезался в провода линии электропередачи, оборвав их, и после в 3 километрах от торца ВПП № 09 рухнул на землю и разрушился на две части и загорелся. Из 118 человек на борту самолёта погибли 55 — 2 члена экипажа (бортпроводники Йадав и Вивек) и 53 пассажира; остальные 63 человека — 4 члена экипажа (оба пилота и бортпроводники Ним и Дабас) и 59 пассажиров — выжили, 19 из них (3 члена экипажа и 16 пассажиров) получили ранения различной степени тяжести. В результате катастрофы авилайнер полностью разрушился и сгорел.
После того, как авиадиспетчер получил сигнал бедствия и увидел катастрофу своими глазами, он тут же направил аварийные бригады на место катастрофы.

## Расследование
Расследование причин катастрофы рейса IC 491 проводил Государственный авиационный комитет Индии (DGCA).

### Версия теракта
Катастрофа рейса IC 491 произошла ровно через день после угона рейса IC 427 и были подозрения, что самолёт был взорван. Но следователи DGCA быстро отвергли эту версию, поскольку на месте катастрофы и на обломках лайнера не было найдено следов взрывного устройства.

### Версия перегруза самолёта
Также были подозрения, что самолёт был перегружен. Первоначально указывалось, что фактическая взлётная масса рейса 491 была на 54 килограмма меньше разрешённой. Дальнейшее расследование показало, что на самом деле лайнер был перегружен на 118 килограммов больше разрешённой взлётной массы; перегруженному самолёту потребовалось бы больше времени для набора скорости, что объясняло его взлёт ближе к концу ВПП. Но следователи не смогли определить точный вес лайнера во время взлёта из-за отсутствия доказательств; также выяснилось, что вес багажа пассажиров вообще был не учтён, хотя некоторые пассажиры имели с собой тяжёлую ручную кладь.
По оценкам расследования, самолёт был перегружен на 1 тонну, однако представители Indian Airlines утверждали, что перегрузка не превышала бы 500 килограммов; также второй пилот рейса 491 заявила, что самолёт был перегружен на не менее чем 4,65 тонны.
Было проведено три имитации взлёта рейса 491 на авиатренажёре, чтобы подтвердить теорию перегруза, но ни одна из них не привела к катастрофе; однако вторая симуляция показала, что самолёт мог разбиться, если бы пилоты подняли нос самолёта вверх слишком поздно. Дальнейшие расчёты подтвердили, что даже если самолёт был бы перегружен и экипаж отреагировал бы правильно, лайнер бы не потерпел катастрофу.
Причина перегруза самолёта была также отвергнута следователями, но сам факт перегруза мог дезориентировать пилотов и привести к катастрофе.

### Версия запоздалого взлёта
Рейс IC 491 достиг скорости Vr (отрыва от ВПП) примерно в 1200 метрах от начала взлётной полосы № 09 (её длина была 1800 метров). Запись речевого самописца показала, что пилоты подняли нос самолёта на 5-7 секунд позже положенного. Нос лайнера начал отрываться от ВПП примерно в 150 метрах от конца ВПП, но в итоге так и не смог оторваться от земли. Это могло быть связано с плохими погодными условиями, хотя эта версия была сразу же отвергнута, поскольку в тот день погода была ясная.
Когда лайнер выкатился за пределы ВПП во время взлёта, ни КВС, ни второй пилот не отреагировали на это. Командир заявил следователям DGCA, что подобное у него случалось часто и он использовал схему взлёта, аналогичную своим предыдущим полётам, когда отрыв от ВПП был позже положенного, также как и скорость набора высоты была ниже, чем ожидалось.
Во момент разгона рейса 491 по ВПП КВС пришел к выводу, что фактическая взлётная масса самолёта превышала регламентированную. Поскольку он думал, что перегруженному самолёту потребуется больше времени для набора скорости, он полагал, что даже при запоздалом отрыве носовой стойки шасси скорость лайнера в конечном итоге будет нарастать до скорости взлёта. Взлётная полоса № 09 была длиной 1800 метров и решение командира отложить отрыв от земли привело к тому, что самолёт приблизился к дороге, по которой в этот момент ехал грузовик с тюками хлопка.
Впервые грузовик был замечен экипажем примерно через 6 секунд после того, как самолёт должен был оторваться от ВПП. Когда грузовик внезапно появился в поле зрения пилотов, КВС не реагировал в течение 2 секунд, пока наконец не начал чрезмерно быстро тянуть штурвал на себя, чтобы избежать столкновения с грузовиком; командир утверждал, что в тот момент он был дезориентирован и запаниковал из-за резкого появления грузовика в его поле зрения.

### Окончательный отчёт расследования
Во время расследования было отмечено следующее:
- Самолёт и двигатели были полностью исправны, не было обнаружено технических неисправностей.
- Катастрофа не являлась результатом теракта или взрыва.
- Самолёт был перегружен на примерно 1 тонну, но тем не менее это было не главной причиной катастрофы.
- Экипаж совершил ошибку, выполнив взлёт позже положенного, и последующие ошибки, связанные с дезориентацией пилотов.
- Погодные условия не были причиной катастрофы.
- Аэропорт Аурангабада имел короткую ВПП.
- Аэропорту Аурангабада нужны улучшения, которые включают в себя удлинение ВПП и контролирование движения по дороге рядом с аэропортом.

Окончательный отчёт расследования DGCA был опубликован 25 декабря 1993 года, через 8 месяцев после катастрофы. Согласно отчёту, причиной катастрофы стали ошибки экипажа:

Причиной катастрофы была ошибка пилотов после совершения позднего отрыва, последующей ошибочной техники взлёта и ошибка в работе NAA в регулировании движения на дороге во время выполнения полётов.
Оригинальный текст (англ.)Causes of the accident were Pilots' error in initiating late rotation and following wrong rotation technique, and failure of the NAA (National Airport Authority) to regulate the mobile traffic on the Beed road during the flight hours. — Страница 103 окончательного отчёта расследования DGCA

### Комментарии
1. ↑  Boeing 737-2A8 это Boeing 737-200. Компания «Boeing» даёт каждой авиакомпании, покупающей её самолёты, код клиента, который указывается в номере модели во время постройки и выпуска самолёта. Код авиакомпании Indian Airlines — «A8», отсюда и «737-2A8»